# Fengshan (sockenhuvudort i Kina, Jiangxi Sheng, lat 25,05, long 115,38)
Fengshan är en sockenhuvudort i Kina. Den ligger i provinsen Jiangxi, i den sydöstra delen av landet, omkring 410 kilometer söder om provinshuvudstaden Nanchang. Antalet invånare är 10 576. Befolkningen består av 5 183 kvinnor och 5 393 män. Barn under 15 år utgör 24,0 %, vuxna 15-64 år 67 %, och äldre över 65 år 7,0 %.
Runt Fengshan är det ganska tätbefolkat, med 129 invånare per kvadratkilometer. Närmaste större samhälle är Kongtian, 16,1 km sydväst om Fengshan. I omgivningarna runt Fengshan växer i huvudsak blandskog.
Genomsnittlig årsnederbörd är 1 895 millimeter. Den regnigaste månaden är maj, med i genomsnitt 339 mm nederbörd, och den torraste är oktober, med 17 mm nederbörd.